# Petr Novotný (režisér)
Petr Novotný (* 9. září 1949) je český divadelní režisér a muzikálový producent.

## Kariéra
Pochází z divadelní rodiny. Jeho otec Jaroslav Novotný byl režisérem v Pardubicích, matka Jarmila Derková tam hrála, nevlastní otec Jiří Fiala tvořil výpravu představení. Sám ztvárnil na scéně pardubického divadla několik dětských rolí.
Jako režisér začínal činoherními představeními v Karlových Varech a Divadle J.K.T. v Plzni, kde poprvé režíroval také muzikály.
Po úspěchu nastudování Sugar v Hudebním divadle v Karlíně se tam na čtyři roky stal režisérem a uměleckým šéfem. V té době (1986 až 1990) tam režíroval například muzikály Cikáni jdou do nebe, Zahraj to znovu, Same či Funny Girl.
V roce 1992 se v Divadle na Vinohradech začala hrát jeho režijní verze muzikálu Bídníci, která se stala významnou událostí celé divadelní sezóny. Jako producent pak stál za českými premiérami Jesus Christ Superstar a Evity na scéně divadla Spirála v Praze.
V roce 1995 měla na scéně Národního divadla premiéru opera Libuše, která byla jeho operním debutem.
Od roku 1990 byl s výjimkou krátkého angažmá v příbramském divadle bez stálé smlouvy, až se v roce 2008 po několika jednotlivých realizovaných dílech (např. muzikály Pokrevní bratři a My Fair Lady nebo činoherní Romeo a Julie ad.), dohodl na pevnější spolupráci jako kmenový režisér ve Východočeském divadle v Pardubicích.
Dalším významnějším muzikálovým počinem byly Děti Ráje, které s hudbou Michala Davida nastudoval v GoJa Music Hall na pražském Výstavišti v roce 2009. Jeho hudební stránku přirovnal k muzikálu Mamma Mia! na hudbu skupiny ABBA anebo Saturday Night Fever na hity Bee Gees. V roce 2014 režíroval muzikál Fantom opery v GoJa Music Hall, který měl premiéru 13. září 2014.
Činoherní režii se věnoval opakovaně i na scéně vinohradského divadla.